# Сборная Лихтенштейна по футболу
Сбо́рная Лихтенште́йна по футбо́лу (нем. Liechtensteinische Fussballnationalmannschaft) — национальная футбольная команда, представляющая княжество Лихтенштейн на международной футбольной арене. Управляющая организация — Лихтенштейнский футбольный союз.
По состоянию на 28 ноября 2024 года сборная в рейтинге ФИФА занимает 204-е место, а в рейтинге Лиги наций УЕФА на начало сезона 2022/23 — 55-е место.

## История

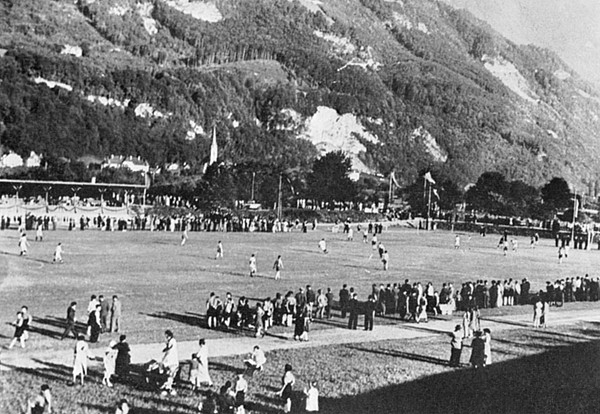
Лихтенштейн — «Блю Старс»

Первым матчем сборной можно считать игру лучших лихтенштейнских футболистов против клуба «Блю Старс» из Цюриха 18 сентября 1938 года. Встреча прошла на спортивной площадке в Вадуце, где сейчас находится стадион Райнпарк. Матч, который завершился со счетом 2:6 в пользу гостей, посетило более тысячи человек, среди них был и князь Лихтенштейна Франц Иосиф II.
В 1974 году Лихтенштейн стал 142 членом ФИФА и 34 членом УЕФА. Впервые сборная собралась на Кубке Президента Южной Кореи в июне 1981 года. В дебютном матче лихтенштейнцы сыграли вничью с Мальтой, три последующих проиграла (сборной Таиланда, клубам «Данубио» и «Витория»), а в последнем матче команде княжества удалось добиться победы: со счетом 3:2 была повержена сборная Индонезии, хет-трик на счету Доната Марксера. В октябре того же года сборная сыграла ещё один неофициальный товарищеский матч со сборной Малайзии и выиграла со счетом 1:0.
В марте 1982 года сборная Лихтенштейна была собрана официально федерацией Лихтенштейна и её тренером стал Ганс Мюнтенер, ранее работавший в «Тризене», «Бальцерсе» и «Вадуце». И 9-го марта был сыгран первый официальный матч сборной со сборной Швейцарии. Игроки княжества показали хороший футбол, хоть и проиграли с минимальным счетом. Отбор на Летние Олимпийские игры 1984 года Лихтенштейн провалил, проиграв команде Нидерландов.
20 апреля 1994 года стал историческим днем для футбола Лихтенштейна. На стадионе «Уиндзор Парк» сборная княжества сыграла свой первый официальный нетоварищеский матч. В матче квалификации на Евро-96 лихтенштейнцы проиграли 1:4 Северной Ирландии, а единственный гол был на счету Даниэля Хаслера. В том отборе сборная набрала лишь одно очко — встреча с Ирландией в Эшене закончилась со счетом 0:0.
Перед отбором на ЧЕ-2000 тренером сборной был назначен Ральф Лозе, который много лет управлял молодёжными сборными княжества. Первой победы в квалификационных играх сборная добилась все в том же году. На новом «Райнпарке» был обыгран Азербайджан, голы на счету Марио Фрика и Мартина Телсера. А также подопечные Лозе добились домашней ничьей 0:0 с командой Венгрии. Всего в отборе на Евро-2000 Лихтенштейн набрал 4 очка.
В отборе к ЧМ-2002 очков набрать не удалось, а в квалификации на Евро-2004 Лихтенштейн вырвал лишь одно очко (матч с Македонией в Вадуце, 1:1, Михаэль Штоклаза отличился на 90-й минуте). Зато сборная смогла свести три товарищеских матча вничью (Северная Ирландия, Люксембург и Сан-Марино) и выиграть дома у Саудовской Аравии 1:0.
Отбор к ЧМ-2006 стал самым удачным для сборной княжества. В первом матче Лихтенштейн упустил на последних минутах победу против сборной команды Эстонии (1:2), а в третьем туре сборная провела свой самый фантастический матч. Проигрывая серебряному призёру Евро-2004 сборной Португалии по ходу встречи 0:2, футболисты маленького княжества во втором тайме смогли вырвать ничью, голы на счету Бургмайера и Бека. Спустя 4 дня была одержана самая крупная победа в истории сборной — в гостях была повержена сборная Люксембурга со счётом 4:0.

## Стадион

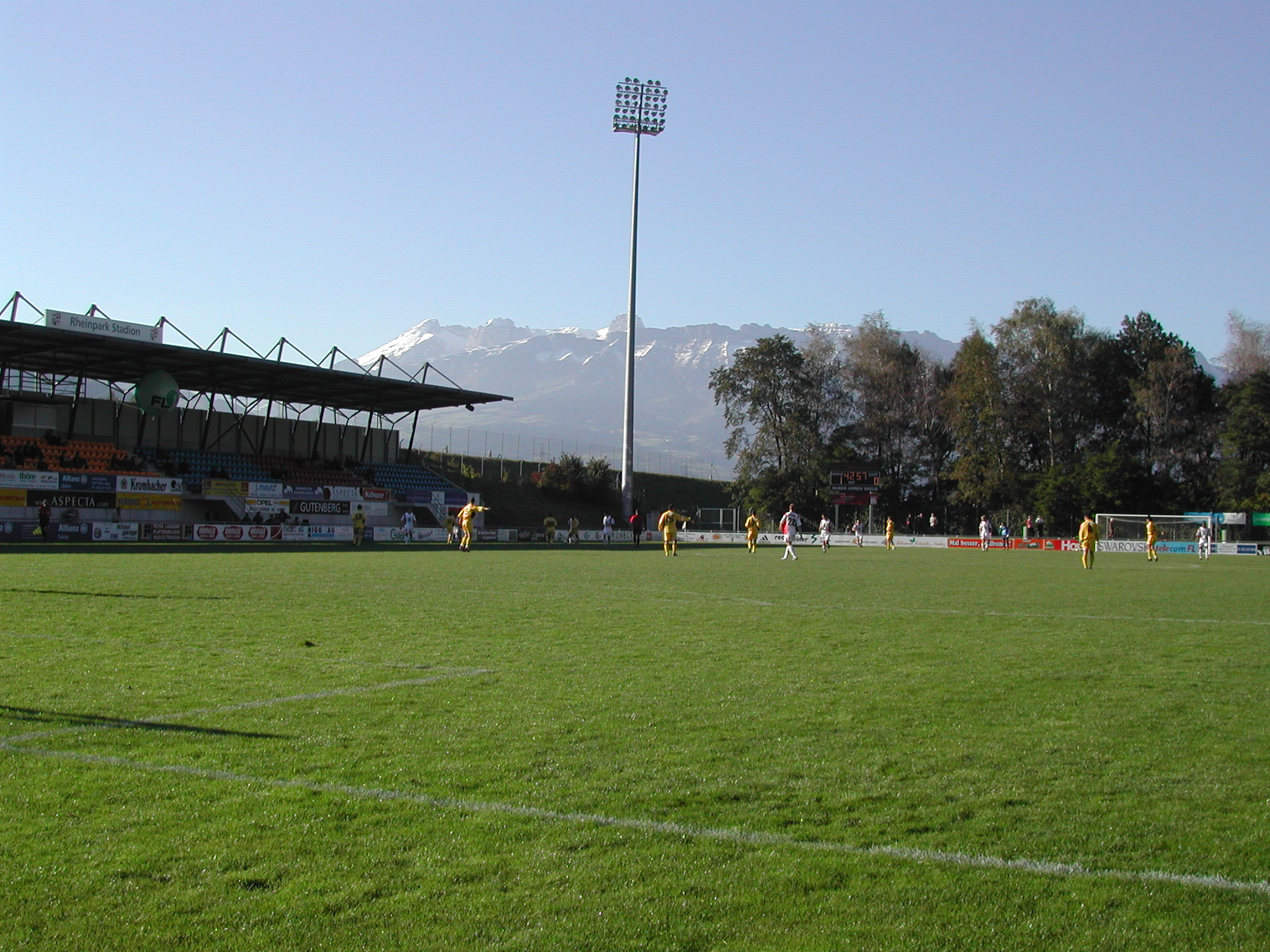
«Райнпарк»

Первым стадионом сборной стал «Спортплац Райнау», домашняя арена «Бальцерса» вместимостью 2,5 тысячи человек.
В 90-е годы «домом» сборной княжества был стадион «Эшен-Маурена», вмещающий чуть более 2 тысяч человек. Этот стадион в настоящее время принимает матчи молодёжной и юношеских сборных Лихтенштейна.
С 1998 года домашней ареной футбольной сборной Лихтенштейна является стадион «Райнпарк» в Вадуце, на котором принимает гостей также и лихтенштейнский футбольный клуб «Вадуц». «Райнпарк» вмещает чуть более 6 тысяч зрителей — больше, чем живёт в Вадуце.

## Форма

### Домашняя
| 2014—2016 | 2016—2018 | 2018—2022 | 2022—2024 | 2024—н. в. |

### Гостевая
| 2014—2016 | 2016—2018 | 2018—2022 | 2022—2024 | 2024—н. в. |

### Резервная
| 2022—2024 | 2024—н. в. |

Источники:,

## Тренеры сборной Лихтенштейна
- Дитрих Вайзе (1994—1996)
- Альфред Ридль (1997—1998)
- Ральф Лоозе (1998—2003)
- Вальтер Хёрманн (2003—2004)
- Мартин Андерматт (2004—2006)
- Ханс-Петер Цаугг (2007—2012)
- Рене Паурич (2012—2018), 2023 (и.о.)
- Хельги Кольвидссон (2019—2020)
- Мартин Штоклаза (2021—2023)
- Конрад Фюнфштюк (2023—н. в.)

## Тренерский штаб
- Технический директор:  Рене Паурич
- Главный тренер:  Конрад Фюнфштюк
- Ассистент:  Ян Майер
- Тренер вратарей:  Себастьян Зелке
- Тренер-терапевт:  Себастьян Боксляйтнер

## Текущий состав
Следующие игроки были вызваны в состав сборной главным тренером Рене Пауричем для участия в матчах квалификации Евро-2024 против сборной Португалии (23 марта 2023) и сборной Исландии (26 марта 2023).
Игры и голы приведены по состоянию на 4 апреля 2023 года:
| № | Позиция | Игрок             | Дата рождения / возраст    | Матчи | Голы | Клуб                  |
| - | ------- | ----------------- | -------------------------- | ----- | ---- | --------------------- |
|   | Вр      | Беньямин Бюхель   | 4 июля 1989 (36 лет)       | 53    | 0    | Вадуц                 |
|   | Вр      | Джастин Оспельт   | 7 сентября 1999 (25 лет)   | 4     | 0    | Дорнбирн 1913         |
|   | Вр      | Лоренцо Ло Руссо  | 8 июля 1993 (32 года)      | 0     | 0    | Фрайенбах             |
|   |         |                   |                            |       |      |                       |
|   | Защ     | Сейхан Йылдыз     | 30 апреля 1989 (36 лет)    | 62    | 1    | Эшен/Маурен           |
|   | Защ     | Сандро Вольфингер | 24 сентября 1991 (33 года) | 55    | 2    | Бальцерс              |
|   | Защ     | Андреас Малин     | 31 января 1994 (31 год)    | 42    | 0    | Рот-Вайсс (Ранквайль) |
|   | Защ     | Йенс Хофер        | 1 октября 1997 (27 лет)    | 28    | 0    | Золотурн              |
|   | ПЗ      | Никлас Бек        | 25 марта 2001 (24 года)    | 10    | 0    | Бальцерс              |
|   | Защ     | Ларс Трабер       | 12 июня 2000 (25 лет)      | 6     | 0    | Вадуц                 |
|   | Защ     | Мартин Марксер    | 4 октября 1999 (25 лет)    | 4     | 0    | Мури-Гюмлиген         |
|   | Защ     | Марко Вольфингер  | 18 апреля 1989 (36 лет)    | 3     | 0    | Бальцерс              |
|   |         |                   |                            |       |      |                       |
|   | ПЗ      | Николас Хаслер    | 4 мая 1991 (34 года)       | 93    | 5    | Вадуц                 |
|   | ПЗ      | Сандро Визер      | 3 февраля 1993 (32 года)   | 55    | 2    | Вадуц                 |
|   | ПЗ      | Арон Зеле         | 2 октября 1996 (28 лет)    | 46    | 0    | Кур 97                |
|   | ПЗ      | Ливио Майер       | 10 января 1998 (27 лет)    | 32    | 1    | Эшен/Маурен           |
|   | ПЗ      | Фабио Вольфингер  | 11 мая 1996 (29 лет)       | 23    | 1    | Бальцерс              |
|   | ПЗ      | Ноа Фроммельт     | 18 декабря 2000 (24 года)  | 21    | 0    | Косова                |
|   | ПЗ      | Симон Люхингер    | 28 ноября 2002 (22 года)   | 10    | 0    | Вадуц                 |
|   | ПЗ      | Андрин Нетцер     | 11 января 2002 (23 года)   | 9     | 0    | Вадуц                 |
|   | ПЗ      | Якоб Лоренц       | 11 сентября 2001 (23 года) | 3     | 0    | Вадуц                 |
|   |         |                   |                            |       |      |                       |
|   | Нап     | Ноа Фрик          | 16 октября 2001 (23 года)  | 20    | 2    | Монтлинген            |
|   | Нап     | Ридван Кардесоглу | 12 октября 1996 (28 лет)   | 10    | 0    | Ненцинг               |
|   | Нап     | Филипп Гасснер    | 30 августа 2003 (21 год)   | 5     | 0    | Дорнбирн 1913         |

## Рекордсмены
|  | Действующий футболист |

### По количеству матчей

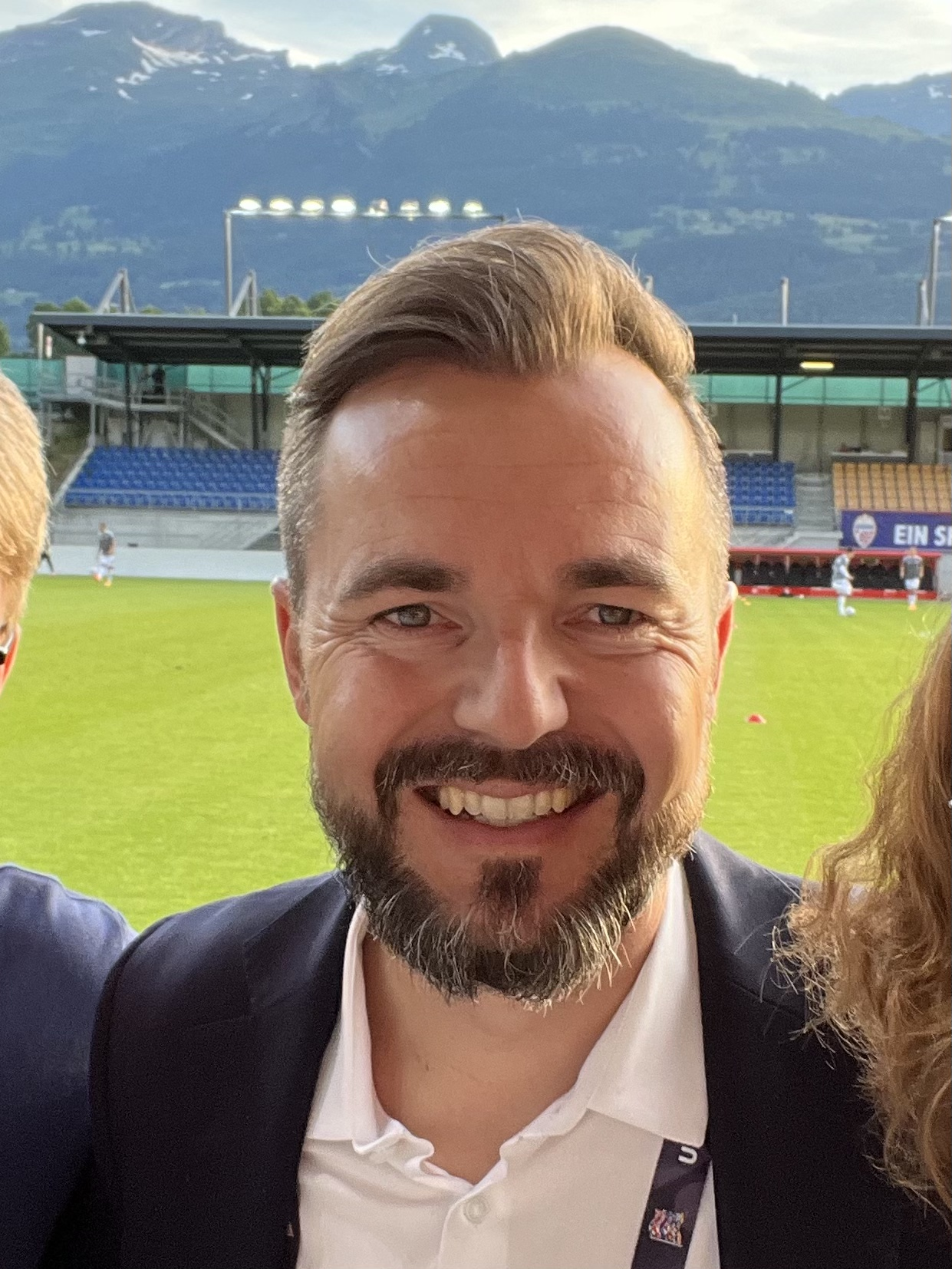
Петер Йеле — игрок сборной Лихтенштейна сыгравший больше всех матчей (132).

| Позиция | Игрок             | Матчи | Голы | Период     |
| ------- | ----------------- | ----- | ---- | ---------- |
| 1       | Петер Йеле        | 132   | 0    | 1998–2018  |
| 2       | Марио Фрик        | 125   | 16   | 1993–2015  |
| 3       | Мартин Штоклаза   | 113   | 5    | 1996–2014  |
| 4       | Франц Бургмайер   | 112   | 9    | 2001–2018  |
| 5       | Николас Хаслер    | 94    | 5    | 2010–н. в. |
| 6       | Томас Бек         | 92    | 5    | 1998–2013  |
| 7       | Мартин Бюхель     | 91    | 2    | 2004–2021  |
| 8       | Микеле Польверино | 79    | 6    | 2007–2019  |
| 9       | Даниель Хаслер    | 78    | 1    | 1993–2007  |
| 10      | Мартин Тельзер    | 73    | 1    | 1996–2007  |

### По количеству голов

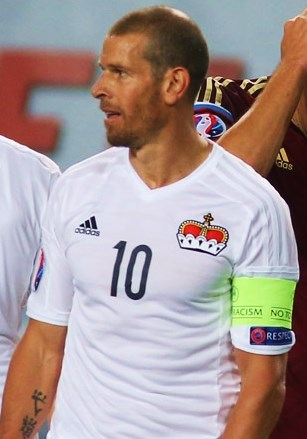
Марио Фрик — лучший бомбардир в истории сборной Лихтенштейна (16 голов).

| Позиция             | Игрок             | Голы | Матчи | В ср.      | Период     |
| ------------------- | ----------------- | ---- | ----- | ---------- | ---------- |
| 1                   | Марио Фрик        | 16   | 125   | 0.13       | 1993–2015  |
| 2                   | Франц Бургмайер   | 9    | 112   | 0.08       | 2001–2018  |
| 3                   | Микеле Польверино | 6    | 79    | 0.08       | 2007–2019  |
| 4                   |                   |      |       |            |            |
| Николас Хаслер      | 5                 | 94   | 0.05  | 2010–н. в. |            |
| Томас Бек           | 5                 | 92   | 0.05  | 1998–2013  |            |
| Мартин Штоклаза     | 5                 | 113  | 0.04  | 1996–2014  |            |
| 7                   | Деннис Саланович  | 4    | 58    | 0.07       | 2014–н. в. |
| 8                   | Яник Фрик         | 3    | 30    | 0.1        | 2016–н. в. |
| 8                   | Сандро Вольфингер | 3    | 61    | 0.05       | 2013–н. в. |
| 10                  |                   |      |       |            |            |
| Ноа Фрик            | 2                 | 20   | 0.1   | 2019–н. в. |            |
| Беньямин Фишер      | 2                 | 23   | 0.09  | 2005–2011  |            |
| Матиас Кристен      | 2                 | 36   | 0.06  | 2008–2014  |            |
| Фабио Д’Элиа        | 2                 | 50   | 0.04  | 2001–2010  |            |
| Максимилиан Гёппель | 2                 | 59   | 0.03  | 2016–н. в. |            |
| Сандро Визер        | 2                 | 61   | 0.03  | 2008–н. в. |            |
| Михаэль Штоклаза    | 2                 | 71   | 0.03  | 1998–2012  |            |
| Мартин Бюхель       | 2                 | 91   | 0.02  | 2004–2021  |            |

## Сборная на крупнейших международных турнирах

### Чемпионат мира
| Чемпионат мира | Чемпионат мира           | Чемпионат мира           | Чемпионат мира           | Чемпионат мира           | Чемпионат мира           | Чемпионат мира           | Чемпионат мира           |                          | Отборочный турнир        | Отборочный турнир        | Отборочный турнир        | Отборочный турнир        | Отборочный турнир        | Отборочный турнир        | Отборочный турнир |
| Год            | Результат                | И                        | В                        | Н                        | П                        | ГЗ                       | ГП                       | Место                    | И                        | В                        | Н                        | П                        | ГЗ                       | ГП                       |                   |
| 1930 — 1974    | не член ФИФА             | не член ФИФА             | не член ФИФА             | не член ФИФА             | не член ФИФА             | не член ФИФА             | не член ФИФА             | не член ФИФА             | не член ФИФА             | не член ФИФА             | не член ФИФА             | не член ФИФА             | не член ФИФА             | не член ФИФА             |                   |
| 1978 — 1994    | Не участвовали           | Не участвовали           | Не участвовали           | Не участвовали           | Не участвовали           | Не участвовали           | Не участвовали           | Не участвовали           | Не участвовали           | Не участвовали           | Не участвовали           | Не участвовали           | Не участвовали           | Не участвовали           |                   |
| 1998           | Не прошли квалификацию   | Не прошли квалификацию   | Не прошли квалификацию   | Не прошли квалификацию   | Не прошли квалификацию   | Не прошли квалификацию   | Не прошли квалификацию   | 6/6                      | 10                       | 0                        | 0                        | 10                       | 3                        | 52                       |                   |
| 2002           | Не прошли квалификацию   | Не прошли квалификацию   | Не прошли квалификацию   | Не прошли квалификацию   | Не прошли квалификацию   | Не прошли квалификацию   | Не прошли квалификацию   | 5/5                      | 8                        | 0                        | 0                        | 8                        | 0                        | 23                       |                   |
| 2006           | Не прошли квалификацию   | Не прошли квалификацию   | Не прошли квалификацию   | Не прошли квалификацию   | Не прошли квалификацию   | Не прошли квалификацию   | Не прошли квалификацию   | 6/7                      | 12                       | 2                        | 2                        | 8                        | 13                       | 23                       |                   |
| 2010           | Не прошли квалификацию   | Не прошли квалификацию   | Не прошли квалификацию   | Не прошли квалификацию   | Не прошли квалификацию   | Не прошли квалификацию   | Не прошли квалификацию   | 6/6                      | 10                       | 0                        | 2                        | 8                        | 2                        | 23                       |                   |
| 2014           | Не прошли квалификацию   | Не прошли квалификацию   | Не прошли квалификацию   | Не прошли квалификацию   | Не прошли квалификацию   | Не прошли квалификацию   | Не прошли квалификацию   | 6/6                      | 10                       | 0                        | 2                        | 8                        | 4                        | 25                       |                   |
| 2018           | Не прошли квалификацию   | Не прошли квалификацию   | Не прошли квалификацию   | Не прошли квалификацию   | Не прошли квалификацию   | Не прошли квалификацию   | Не прошли квалификацию   | 6/6                      | 10                       | 0                        | 0                        | 10                       | 1                        | 39                       |                   |
| 2022           | Не прошли квалификацию   | Не прошли квалификацию   | Не прошли квалификацию   | Не прошли квалификацию   | Не прошли квалификацию   | Не прошли квалификацию   | Не прошли квалификацию   | 6/6                      | 10                       | 0                        | 1                        | 9                        | 2                        | 34                       |                   |
| 2026           | Участвуют в квалификации | Участвуют в квалификации | Участвуют в квалификации | Участвуют в квалификации | Участвуют в квалификации | Участвуют в квалификации | Участвуют в квалификации | Участвуют в квалификации | Участвуют в квалификации | Участвуют в квалификации | Участвуют в квалификации | Участвуют в квалификации | Участвуют в квалификации | Участвуют в квалификации |                   |
| Итого          | 0/22                     | –                        | –                        | –                        | –                        | –                        | –                        | —                        | 70                       | 2                        | 7                        | 61                       | 25                       | 219                      |                   |

### Чемпионат Европы
| Чемпионат Европы | Чемпионат Европы         | Чемпионат Европы         | Чемпионат Европы         | Чемпионат Европы         | Чемпионат Европы         | Чемпионат Европы         | Чемпионат Европы         |                          | Отборочный турнир        | Отборочный турнир        | Отборочный турнир        | Отборочный турнир        | Отборочный турнир        | Отборочный турнир        | Отборочный турнир |
| Год              | Результат                | И                        | В                        | Н                        | П                        | ГЗ                       | ГП                       | Место                    | И                        | В                        | Н                        | П                        | ГЗ                       | ГП                       |                   |
| 1960 — 1992      | не член УЕФА             | не член УЕФА             | не член УЕФА             | не член УЕФА             | не член УЕФА             | не член УЕФА             | не член УЕФА             | не член УЕФА             | не член УЕФА             | не член УЕФА             | не член УЕФА             | не член УЕФА             | не член УЕФА             | не член УЕФА             |                   |
| 1996             | Не прошли квалификацию   | Не прошли квалификацию   | Не прошли квалификацию   | Не прошли квалификацию   | Не прошли квалификацию   | Не прошли квалификацию   | Не прошли квалификацию   | 6/6                      | 10                       | 0                        | 1                        | 9                        | 1                        | 40                       |                   |
| 2000             | Не прошли квалификацию   | Не прошли квалификацию   | Не прошли квалификацию   | Не прошли квалификацию   | Не прошли квалификацию   | Не прошли квалификацию   | Не прошли квалификацию   | 6/6                      | 10                       | 1                        | 1                        | 8                        | 2                        | 39                       |                   |
| 2004             | Не прошли квалификацию   | Не прошли квалификацию   | Не прошли квалификацию   | Не прошли квалификацию   | Не прошли квалификацию   | Не прошли квалификацию   | Не прошли квалификацию   | 5/5                      | 8                        | 0                        | 1                        | 7                        | 2                        | 22                       |                   |
| 2008             | Не прошли квалификацию   | Не прошли квалификацию   | Не прошли квалификацию   | Не прошли квалификацию   | Не прошли квалификацию   | Не прошли квалификацию   | Не прошли квалификацию   | 7/7                      | 12                       | 2                        | 1                        | 9                        | 9                        | 32                       |                   |
| 2012             | Не прошли квалификацию   | Не прошли квалификацию   | Не прошли квалификацию   | Не прошли квалификацию   | Не прошли квалификацию   | Не прошли квалификацию   | Не прошли квалификацию   | 5/5                      | 8                        | 1                        | 1                        | 6                        | 3                        | 17                       |                   |
| 2016             | Не прошли квалификацию   | Не прошли квалификацию   | Не прошли квалификацию   | Не прошли квалификацию   | Не прошли квалификацию   | Не прошли квалификацию   | Не прошли квалификацию   | 5/6                      | 10                       | 1                        | 2                        | 7                        | 2                        | 26                       |                   |
| 2020             | Не прошли квалификацию   | Не прошли квалификацию   | Не прошли квалификацию   | Не прошли квалификацию   | Не прошли квалификацию   | Не прошли квалификацию   | Не прошли квалификацию   | 6/6                      | 10                       | 0                        | 2                        | 8                        | 2                        | 31                       |                   |
| 2024             | Не прошли квалификацию   | Не прошли квалификацию   | Не прошли квалификацию   | Не прошли квалификацию   | Не прошли квалификацию   | Не прошли квалификацию   | Не прошли квалификацию   | 6/6                      | 10                       | 0                        | 0                        | 10                       | 1                        | 28                       |                   |
| 2028             | Участвуют в квалификации | Участвуют в квалификации | Участвуют в квалификации | Участвуют в квалификации | Участвуют в квалификации | Участвуют в квалификации | Участвуют в квалификации | Участвуют в квалификации | Участвуют в квалификации | Участвуют в квалификации | Участвуют в квалификации | Участвуют в квалификации | Участвуют в квалификации | Участвуют в квалификации |                   |
| 2032             | Участвуют в квалификации | Участвуют в квалификации | Участвуют в квалификации | Участвуют в квалификации | Участвуют в квалификации | Участвуют в квалификации | Участвуют в квалификации | Участвуют в квалификации | Участвуют в квалификации | Участвуют в квалификации | Участвуют в квалификации | Участвуют в квалификации | Участвуют в квалификации | Участвуют в квалификации |                   |
| Итого            | 0/16                     | –                        | –                        | –                        | –                        | –                        | –                        | —                        | 78                       | 5                        | 9                        | 64                       | 22                       | 235                      |                   |

### Лига наций УЕФА
| Лига наций УЕФА | Лига наций УЕФА | Лига наций УЕФА | Лига наций УЕФА | Лига наций УЕФА | Лига наций УЕФА | Лига наций УЕФА | Лига наций УЕФА | Лига наций УЕФА | Лига наций УЕФА | Лига наций УЕФА |
| Сезон           | Лига            | Группа          | И               | В               | Н               | П               | ГЗ              | ГП              | П/П             | ОР              |
| --------------- | --------------- | --------------- | --------------- | --------------- | --------------- | --------------- | --------------- | --------------- | --------------- | --------------- |
| 2018/19         | D               | 4               | 6               | 1               | 1               | 4               | 7               | 12              | =               | 52              |
| 2020/21         | D               | 2               | 4               | 1               | 2               | 1               | 3               | 2               | =               | 51              |
| 2022/23         | D               | 1               | 6               | 0               | 0               | 6               | 1               | 11              | =               | 55              |
| 2024/25         | D               | 1               | 4               | 0               | 2               | 2               | 3               | 6               | =               | 54              |
| Итого           | Итого           | Итого           | 20              | 2               | 3               | 13              | 14              | 31              | 53              | 53              |